# Digita
Digita är ett finländskt företag som driver ett av de finska marknäten för radio och TV.